# Izvoare (rejon Florești)
Izvoare – miejscowość i gmina w Mołdawii, w rejonie Florești. W 2014 roku liczyła 1593 mieszkańców.